# Johnson Mbangiwa
Johnson Mbangiwa, född 28 februari 1956, är en friidrottare från Botswana. Han deltog vid olympiska sommarspelen 1984.